# Chorin Zsigmond (újságíró)
Chorin Zsigmond (Pest-Buda, 1830. – Budapest, 1879. március 25.) újságíró, lapszerkesztő, író. Felesége Erber Teréz volt.

## Életpályája
Technikai pályára készült és Bécsben végezte tanulmányait. A szabadságharcban mint honvéd hadnagy szolgált Guyon Richárd táborában. Nagyszombat ostrománál azonban elfogták és besorozták az osztrák hadseregbe, de csakhamar leszerelt és Pesten újságíró lett.
Megalapította és szerkesztette az első Magyarországon megjelenő kőnyomatú lapot, a Magyar Híradót (1879), amely kizárólag szerkesztőségeknek járt fővárosi, rendőri, egyleti és gyűlési hirekkel. Kiadta és szerkesztette továbbá a Magyar Vidékiek Lapját (1862. november 23-tól 1863. szeptember 13-ig) magyar és német tartalommal, valamint az Ungarisches Fremdenblattot (1863–1869, 1873–1879).
Tárcacikkeket, regényeket írt német lapokba; három regénye: Pest bei Nacht, Der letzte Honvéd (magyar fordításban is) és Geheimnissvolle Naturen az Ungarisches Fremdenblattban (1864–1868) jelent meg.

## Munkái
- An die Kremnitzer Wahlbürger, Budapest, 1879